# Sinhalestes orientalis
Sinhalestes orientalis är en trollsländeart som först beskrevs av Hagen in Selys 1862.  Sinhalestes orientalis ingår i släktet Sinhalestes och familjen glansflicksländor. IUCN kategoriserar arten globalt som akut hotad. Inga underarter finns listade i Catalogue of Life.